# Tourismus in Albanien

Logo von Albania Tourism

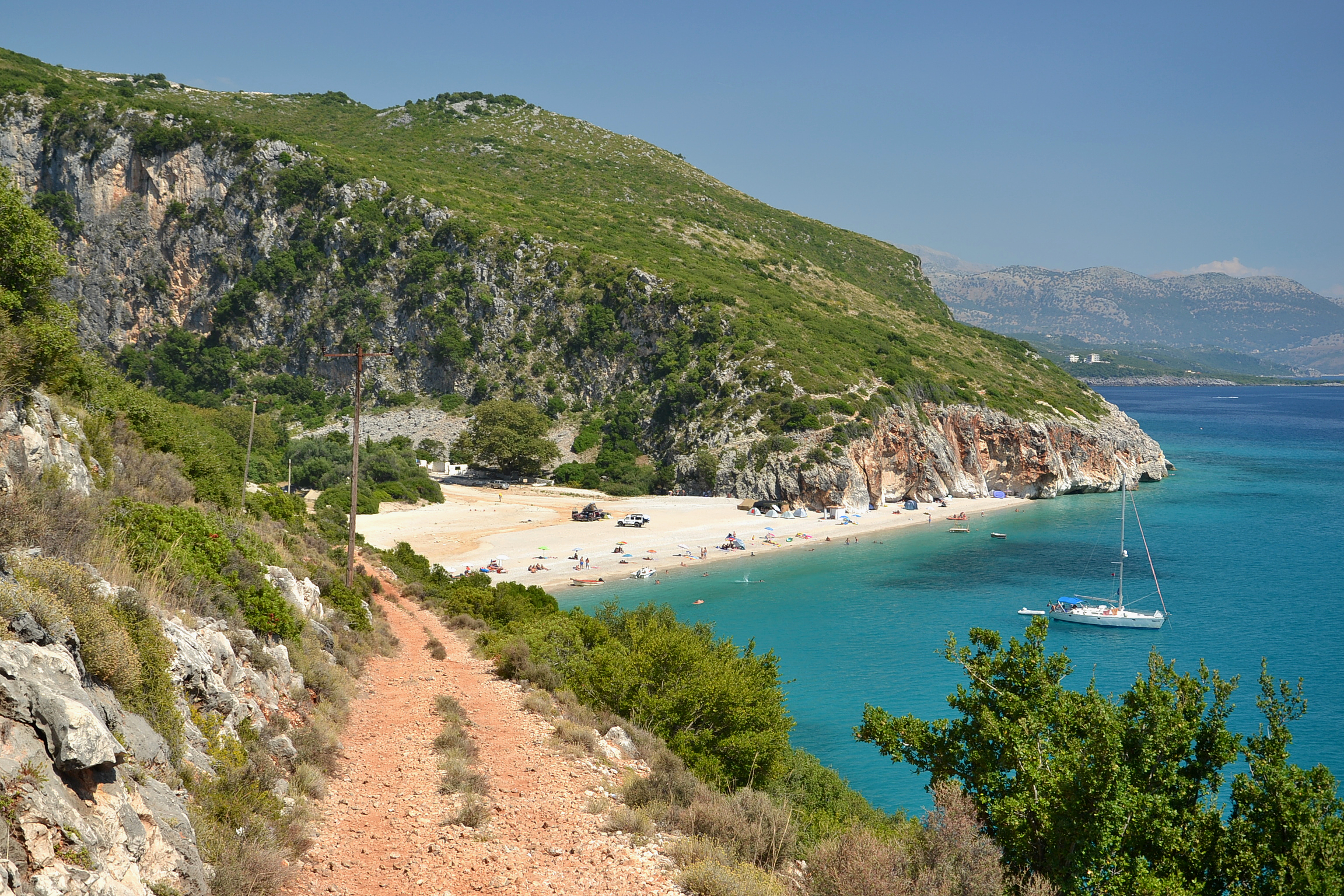
Badende in der Gjipe-Bucht an der Albanischen Riviera

Der Tourismus in Albanien ist – typisch für Schwellenländer – noch nicht stark entwickelt, heute aber doch ein wichtiger Wirtschaftszweig im Land. Im Gegensatz zu den Nachbarn Griechenland, Italien und Montenegro setzte die touristische Entwicklung in Albanien erst spät ein. Immer mehr Touristen finden Gefallen an Reisen nach Albanien; dabei sind mehr als die Hälfte Einheimische, Emigranten und Albaner aus den Nachbarländern.

## Urlaubsarten und meistbesuchte Reiseziele

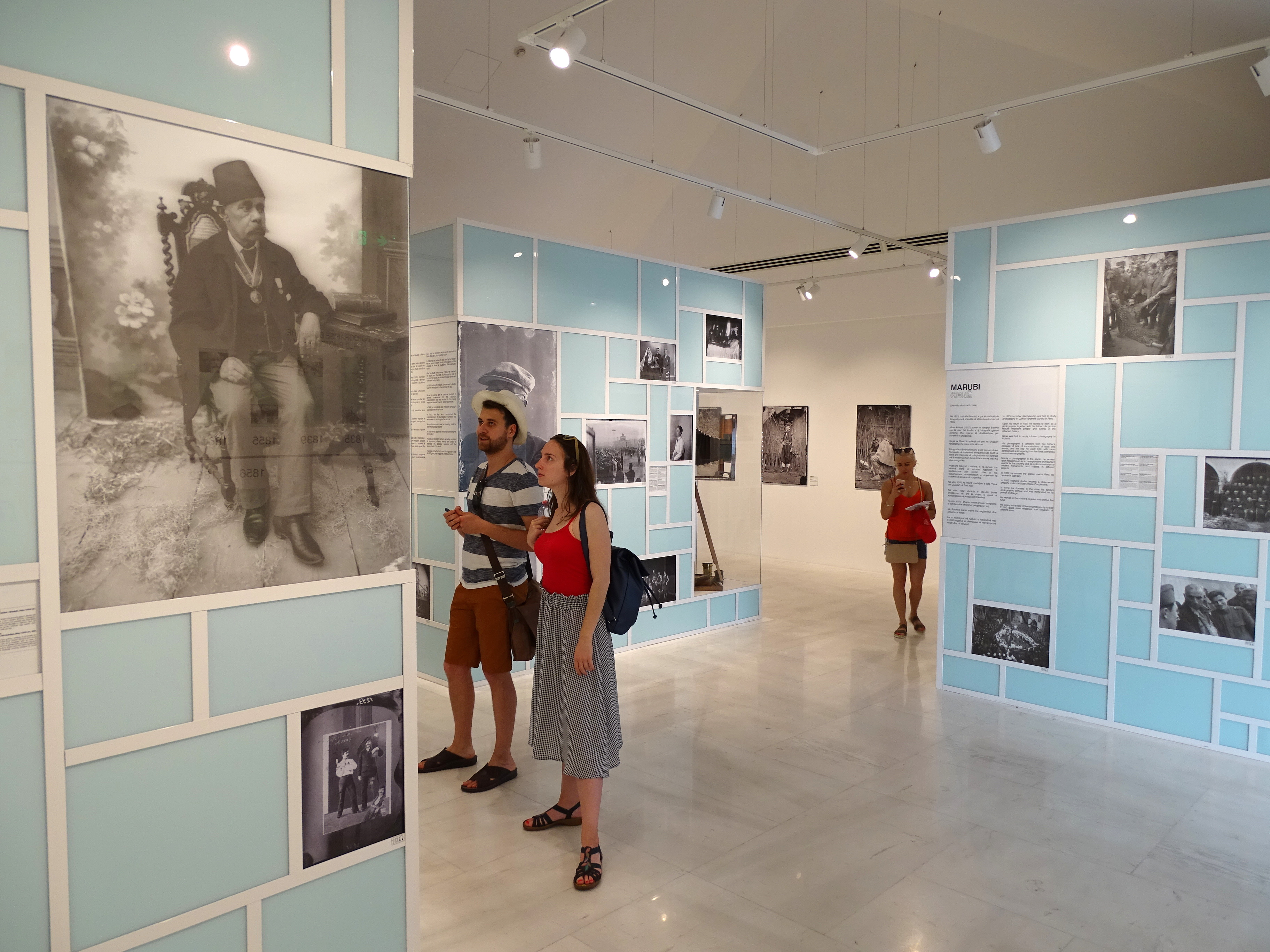
Touristen im Marubi-Museum (Fototeka) in Shkodra

Mit Stränden am Mittelmeer, Berglandschaften, Seen, noch unberührten Gegenden und historischen Städten bietet das Land Touristen ein breites Spektrum. Albaniens Geschichte reicht bis zu den Illyrern zurück. Verschiedene Kulturen haben Spuren hinterlassen, so dass das Land eine große Vielfalt architektonischer Monumente und gesellschaftlicher Einflüsse aufweist. Es existieren mehrere antike Ruinen und andere Relikte aus vergangener Zeit (byzantinisch, venezianisch), historische Monumente aus dem Osmanischen Reich und alte orthodoxe Kirchen.
Die Strände Albaniens ziehen die meisten Urlauber an. Die Hochsaison beschränkt sich auf die Monate Juli und August, obwohl die Luft- und Wassertemperaturen das Baden auch zu anderen Zeiten ermöglichen. Die Berge im Norden entwickeln sich im Sommer zu einem bei mitteleuropäischen Wanderern beliebten Ziel für Trekkingtouren in naturbelassenen Landschaften. Neben dem grenzüberschreitenden Fernwanderweg Peaks of the Balkans in den Albanischen Alpen gibt es noch den High Scardus Trail in Ostalbanien.
Im Land gibt es 15 Nationalparks (2021), von denen aber einige kaum erschlossen sind.
Zu den am häufigsten besuchten Reisezielen gehören:

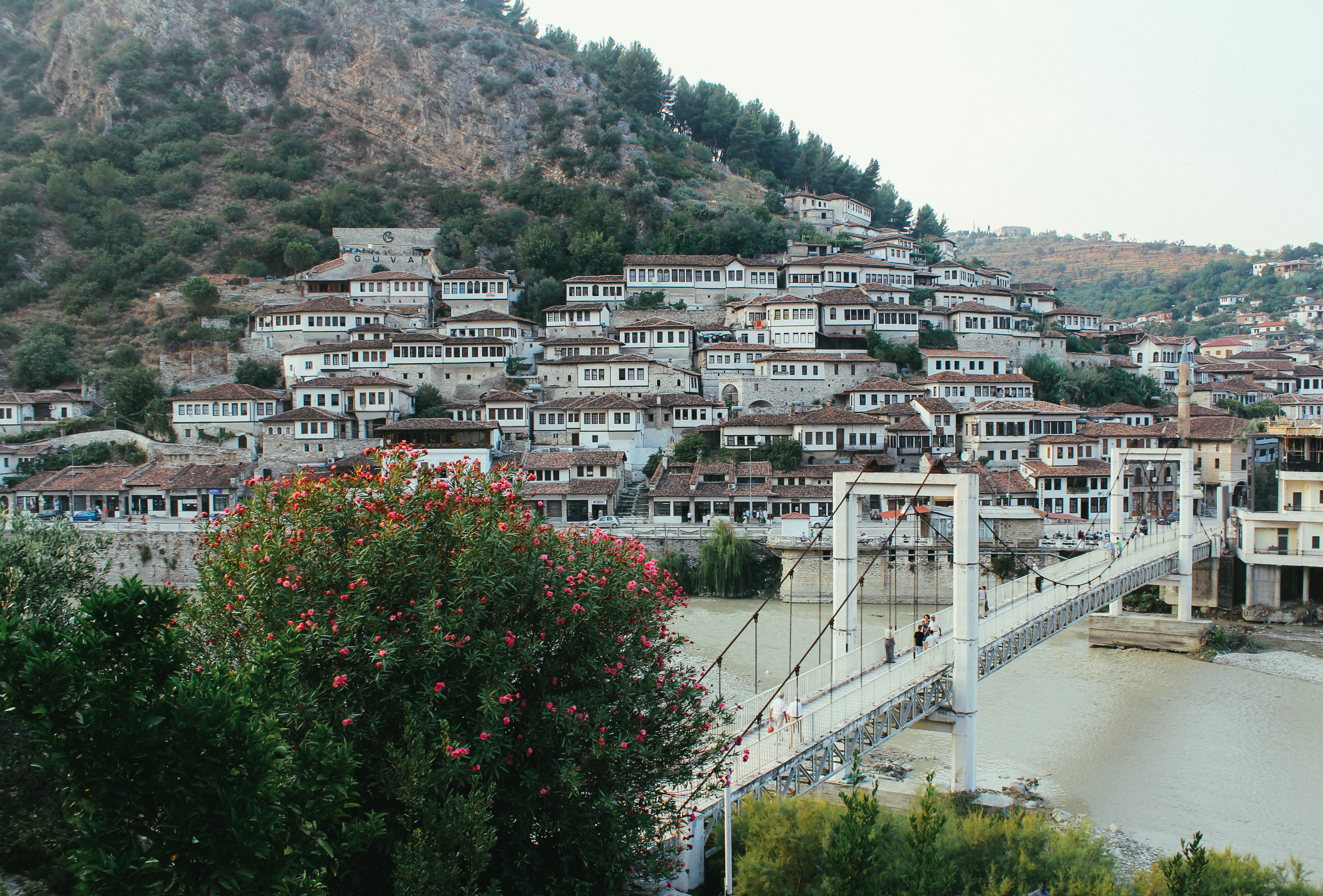
Berat ist eine typisch balkanisch-osmanisch geprägte Stadt und ist seit 2008 UNESCO-Welterbe.

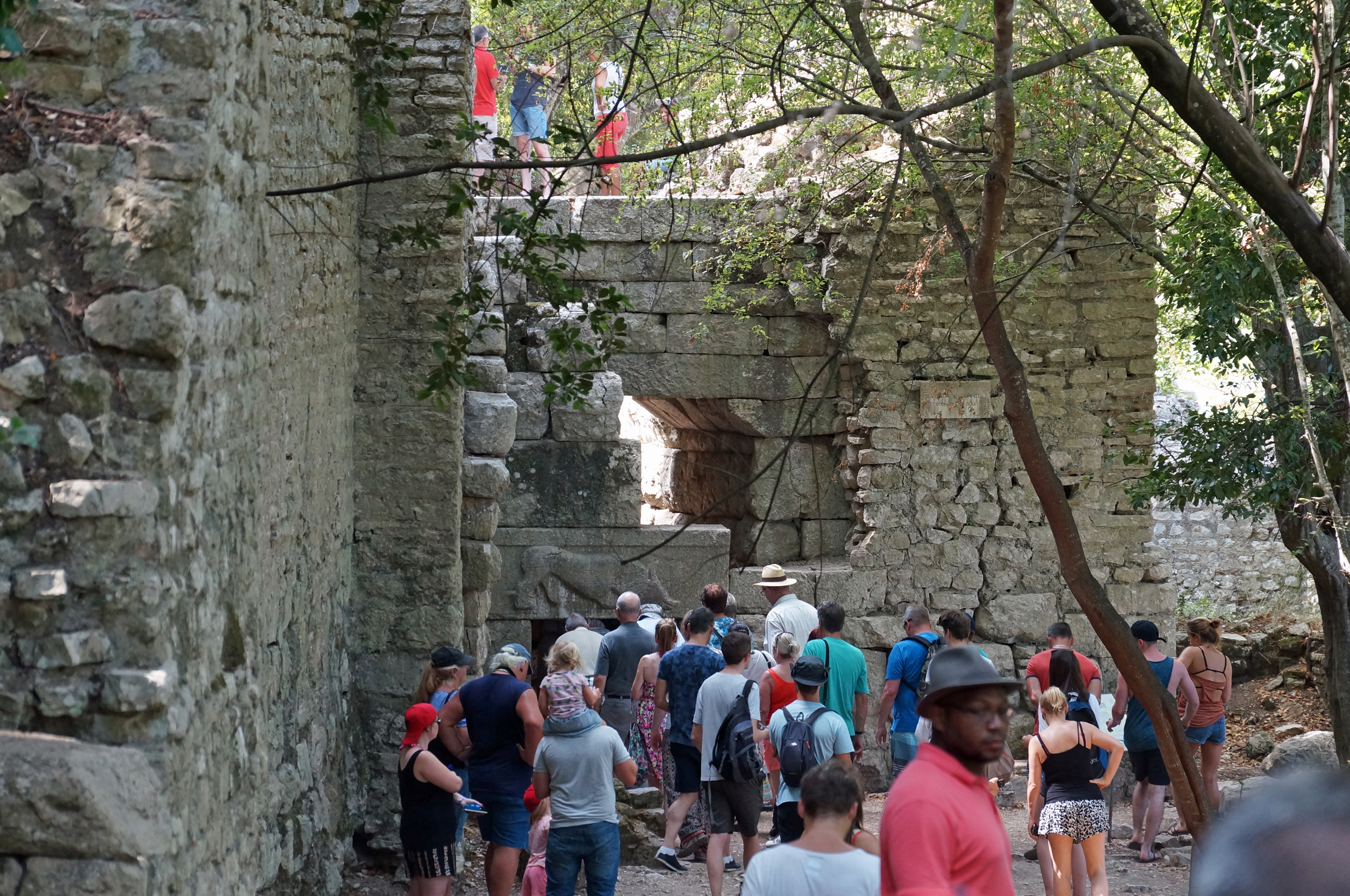
Tagestouristen aus Korfu beim Besuch der antiken Ausgrabungen in Butrint, UNESCO-Welterbe.

- Albanischen Alpen – Wandern in Berggebieten mit Nationalparks und UNESCO-Weltnaturerbe
- Albanische Riviera – Steilküste, beliebt für Badeurlaub in kleinen Dörfern
- Apollonia – Ruinen einer antiken Großstadt, die zu ihrer Blütezeit rund 60.000 Einwohner hatte
- Berat – balkanisch-osmanische Altstadt und Burg (auch Stadt der 1000 Fenster genannt; UNESCO-Weltkulturerbe)
- Butrint – am besten erhaltene Ruinenstätte Albaniens (UNESCO-Welterbe)
- Byllis – Ruinen einer antiken illyrischen Stadt
- Durrës – antike Hafenstadt Dyrrhachium mit Amphitheater, beliebt für Badeurlaub
- Gjirokastra – Museumsstadt mit typischen balkanisch-osmanischen Bürgerhäusern und Festung (UNESCO-Weltkulturerbe)
- Korça – balkanisch-osmanisch und in Neorenaissance geprägte Altstadt mit Gassen und Alleen (auch Paris Albaniens genannt)
- Kruja – Festung mit Skanderbeg-Museum und Basar
- Pogradec – am Ohridsee (UNESCO-Weltnatur- und -kuturerbe), beliebt für Badeurlaub
- Saranda – beliebt für Badeurlaub am Ionischen Meer
- Shkodra – geschichtsträchtige Burg, Museen, Altstadt mit einer der größten katholischen Kathedralen ihrer Zeit
- Tirana – Hauptstadt mit Museen, verschiedenen Kultur- und Freizeitaktivitäten, vielen bunten Gebäuden, Läden, reges Nachtleben, Hausberg Dajti mit Seilbahn
- Vlora – Hafenstadt für Badeurlaub

## Geschichte
Das ehemalige kommunistische Regime erlaubte mehrere Jahrzehnte lang keine touristischen Aktivitäten. In den späten 1950er und frühen 1960er Jahren waren einzig Reisende aus den osteuropäischen Bruderstaaten zugelassen. Die touristische Infrastruktur war zu der Zeit – wie fast alles im Land – gerade im Aufbau. Das Deutsche Reisebüro der Deutschen Demokratischen Republik warb in seinem Prospekt von 1958 folgendermaßen für Albanien:

„Wir weisen ausdrücklich darauf hin, dass bei diesen Reisen keinerlei Komfort erwartet werden kann. Die landschaftliche Schönheit, der ideale Sandstrand und die Großartigkeit der imposanten Bergwelt müssen hier für die Teilnehmer ausschlaggebend sein.“

Mit dem Bruch zwischen der albanischen und sowjetischen Regierung fanden diese Ansätze des Tourismus ein abruptes Ende. Die wenigen, soeben erstellten Hotelneubauten an der Küste konnten nur eine geringfügige Anzahl an Gäste verzeichnen. Bis zum Tod Enver Hoxhas im Jahr 1985 wurde ausländischer Tourismus in Albanien kaum gefördert. Zwar verfügte zwischenzeitlich fast jede Stadt über ein Hotel und an den Küsten und Bergen standen mehrere Erholungsheime, diese waren aber für Parteifunktionäre, Geschäftsreisende und ausgezeichnete inländische Arbeiter gedacht.

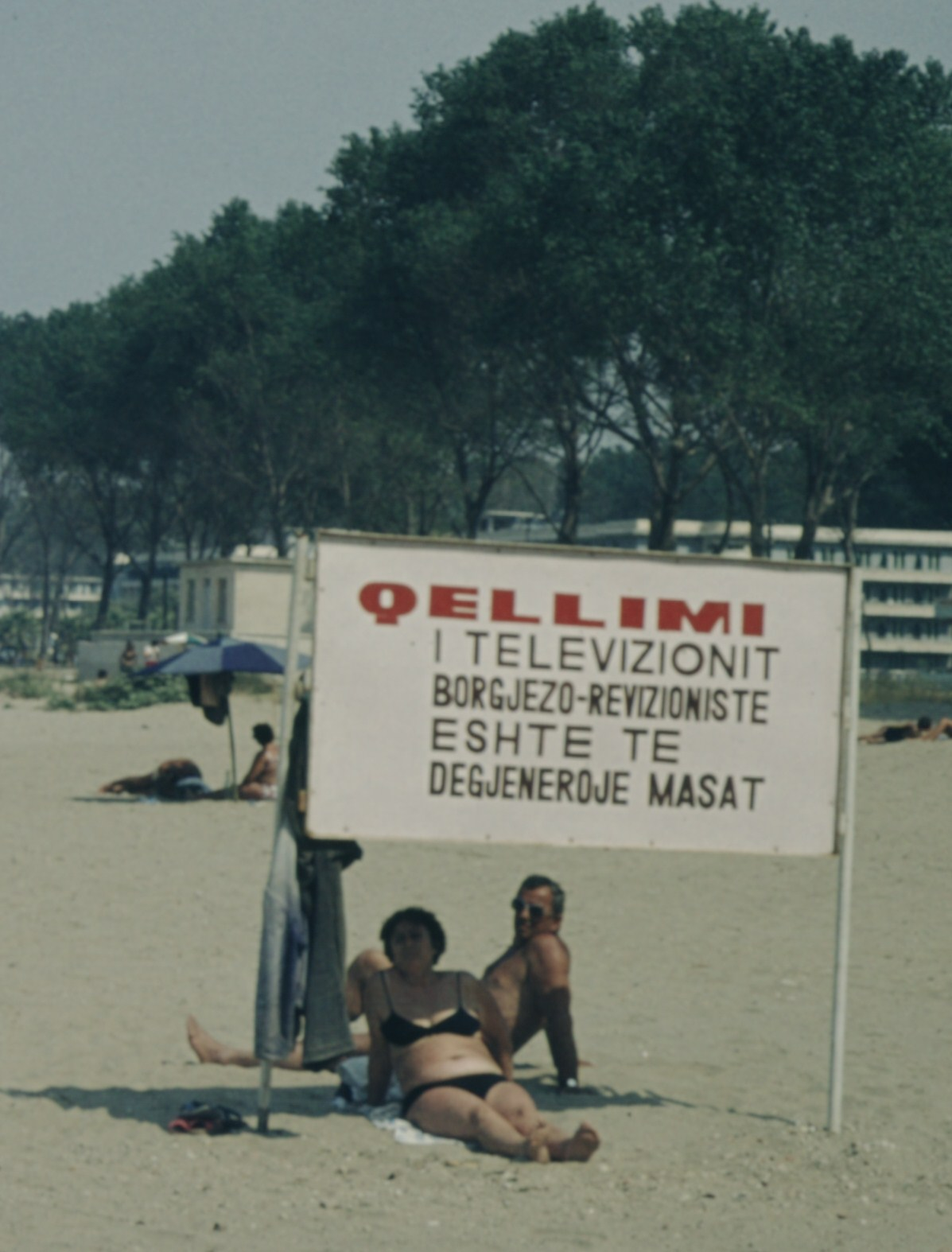
Touristen am Strand von Durrës in den 1970er Jahren

In den 1970er Jahren waren fast nur kommunistische Gruppierungen aus Westeuropa in Albanien zu Gast. In den 1980er Jahren durften Ausländer das Land in Gruppen besuchen. Journalisten und Amerikaner waren nicht erwünscht. Im Rahmen der finanziellen Möglichkeiten des Entwicklungslandes wurden der Ausbau der touristischen Infrastruktur gefördert und im Ausland diverse Reiseführer publiziert.
In den 1990er Jahren hielten der Transformationsprozess mit seinen gewalttätigen Auseinandersetzungen und Versorgungsengpässen sowie die Jugoslawienkriege weitere Touristen vom Land fern. Erholungssuchenden aus dem Westen war der Balkan zu gefährlich; Entwicklungshelfer gehörten zu den wenigen Ausländern im Land.
Als mit Ende des Kosovokriegs die Grenzen zwischen den südosteuropäischen Staaten wieder durchlässiger wurden, nahm die Anzahl ausländischer Besucher wieder zu. Zu Beginn um das Jahr 2000 waren dies neben für Heimaturlaub zurückkehrenden Emigranten vor allem in den Nachbarländern lebende Albaner.
Seither hat eine rasante Entwicklung eingesetzt. Vor allem an den Stränden Mittelalbaniens sind viele neue Hotels gebaut worden. Die Zahl der Badetouristen nimmt stetig zu. So wurden zirka 1.500.000 Touristen im Jahr 2009 verzeichnet, was einem relativen Wachstum gegenüber 2006 von zirka 221 Prozent entspricht.
2018 lancierte die albanische Regierung das Programm der „100 Dörfer“, um den Tourismus in ländlichen Gebieten anzukurbeln.
Albanien verzeichnete im Jahr 2021 insgesamt 5,52 Millionen Touristen. Für das Jahr 2023 wurde ein Wachstum im Sektor von fast 60 % festgestellt. Im Jahr 2024 wird ein Umsatz von etwa 30 Mio. € erwartet mit einem jährlichen Wachstum von 4 %.

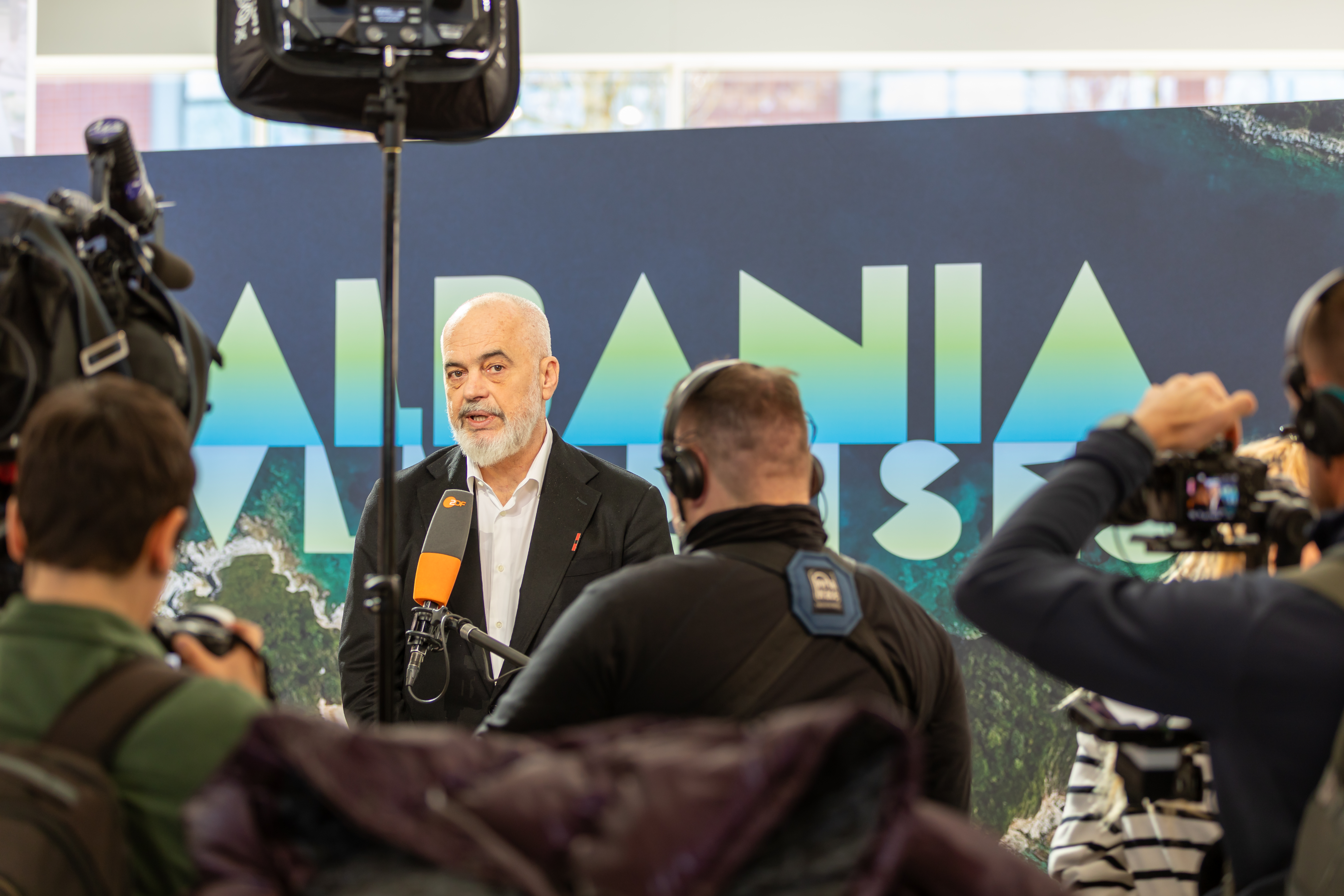
Der albanische Ministerpräsident Edi Rama an der ITB Berlin 2025

In den Jahren 2020 bis 2024 wurden mehrere touristische Großprojekte gestartet, so zum Beispiel der Bau des Flughafens Vlora und zwei neue Yachthäfen, einer in Durrës und einer in Vlora. Der Tourismus wurde auch immer aktiver gefördert, so war Albanien 2025 Partnerland an der Internationale Tourismus-Börse Berlin und Austragungsort der ersten drei Etappen des Giro d’Italia. 

## Hindernisse
Abgeschlossenheit und Unzugänglichkeit sowie die politische Instabilität des Landes zählten zu den wesentlichen Problemen, die Touristen in der Vergangenheit von Reisen nach Albanien abgehalten haben. Weiter beeinträchtigten Infrastrukturprobleme früher die Entwicklung des Tourismus: Stromausfälle und Unterbrechungen der Wasserversorgung waren üblich und das Straßennetz unzureichend. Zwischenzeitlich wurden aber die nationalen Verkehrsachsen fast alle ausgebaut, alle wichtigen Sehenswürdigkeiten sind erreichbar. Private Fahrer bieten mit Bussen und Kleinbussen günstige Transporte zwischen bedeutenden Orten, aber ohne öffentliche Fahrpläne. Das Netz der Eisenbahn Hekurudha Shqiptare ist für den Personentransport auf zwei Strecken mit geringer Auslastung begrenzt.

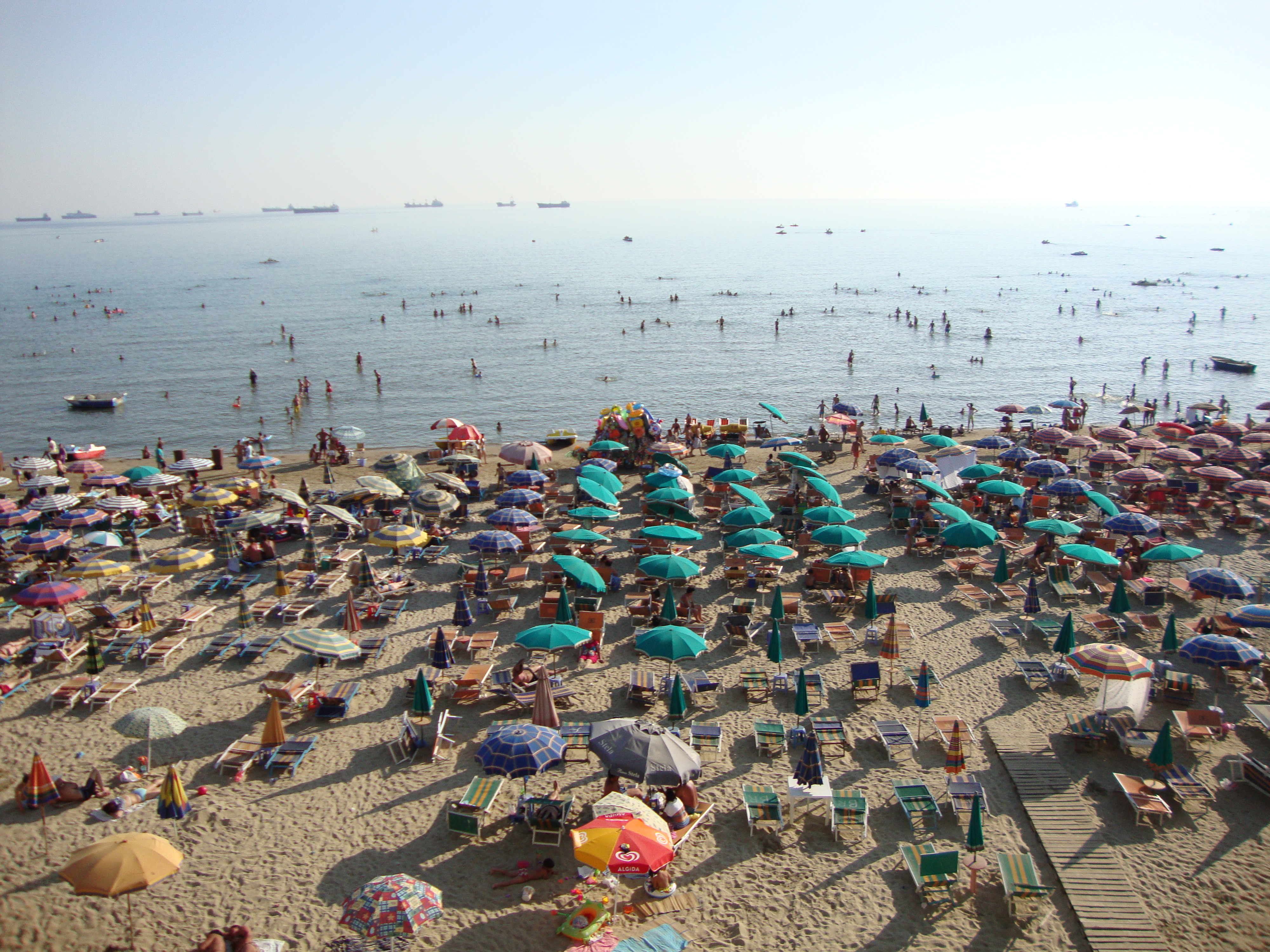
Durrës Plazh zur Hochsaison

Hingegen droht eine Zerstörung touristisch attraktiver Orte durch illegale Bebauung und Umweltverschmutzung. Insbesondere in Durrës Plazh wurden in den 2000er Jahren verstärkt Hotels erbaut. Unzureichende Müllentsorgung im ganzen Land und illegales Deponieren von Abfällen – teilweise auch in Urlaubsregionen und an Badestränden – stören Touristen.
Die Sicherheitslage in Albanien ist weit besser als ihr Ruf. Touristen drohen keine spezifischen Gefahren.
Mit anderen Unsicherheiten kämpften einzelne ausländische Investoren: Club Méditerranée hat Pläne für den Bau einer Hotelanlage an der Albanischen Riviera nach jahrelangem Streit um die Eigentümerrechte am erworbenen Grundstück wieder aufgegeben. Die Aktivitäten von Club Mediterranée dienten zuvor als Beispiel, dass der Tourismus in Albanien entgegen allen anderen Behauptungen für große ausländische Investoren attraktiv und reif sei.

## Wirtschaftliche Bedeutung

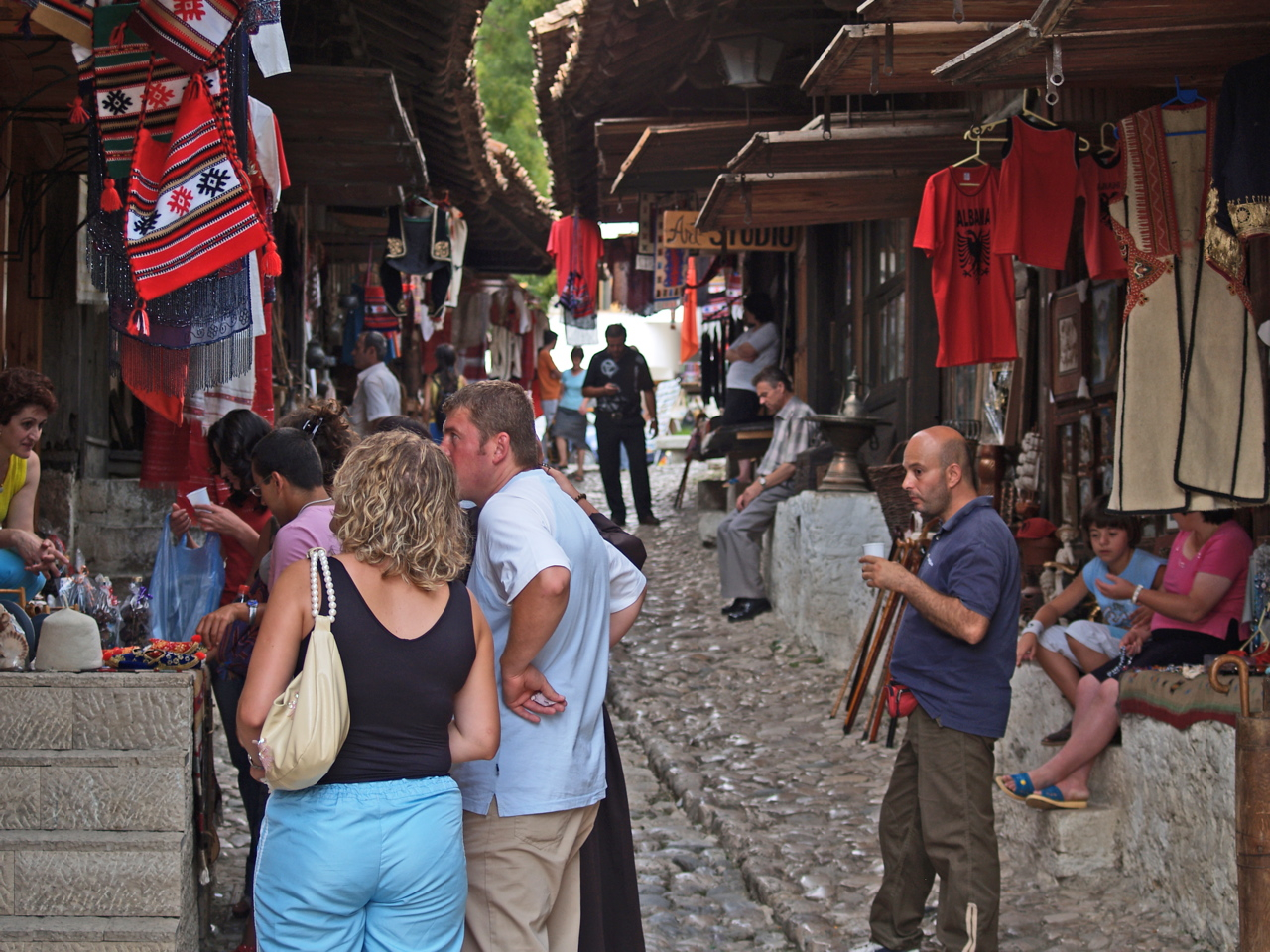
Touristen im Basar von Kruja

Der Tourismus hat für die wirtschaftliche Entwicklung eine große und ständig zunehmende Bedeutung. Entwicklungspläne von allen Regierungen der letzten Jahre sehen den Tourismus als wichtiges Standbein der künftigen Volkswirtschaft. Der Bereich Transport und Tourismus habe im Jahr 2011 direkt und indirekt rund ein Viertel des Bruttoinlandprodukts beigetragen; auch acht Jahre später liegt der Beitrag in diesem Rahmen. Der Tourismussektor ist von 2005 bis 2010 um 70 Prozent gewachsen.
Das Land verfügte im Jahr 2009 laut einem Bericht des Statistikinstitutes (albanisch Instituti i Statistikave) über 369 Hotels mit 5888 Zimmern und 11.932 Betten. 2009 wurden über 1,5 Millionen ausländische Reisende gezählt; darunter waren knapp 236.000 Hotelgäste, die rund 540.000 Hotelnächte verbrachten. Ein Großteil der Touristen stammte 2009 vom Balkan (Kosovo: 45 %, Mazedonien: 18 %, Montenegro: 6 %, Italien und Griechenland je 5 %, Serbien, Deutschland und Vereinigtes Königreich je 3 %). In den ersten acht Monaten des Jahres 2009 waren rund ein Drittel der Touristen im Ausland wohnhafte Albaner. 2012 kamen 20 bis 30 Prozent mehr ausländische Touristen im Vergleich zum Halbjahr 2011. Vor allem waren dies Polen, Tschechen, Österreicher und Asiaten. Die Besucherzahlen aus dem Kosovo und Mazedonien vergrößerten sich hingegen um 10 Prozent.
Die Anzahl ausländischer Reisender in Albanien hat in den letzten Jahren deutlich zugekommen: 3,5 Mio. (2012), 3,3 Mio. (2013), 3,7 Mio. (2014), 4,1 Mio. (2015), 4,7 Mio. (2016) und 5,1 Mio. (2017). Im Jahr 2017 kamen 64 % der Touristen von der Balkanhalbinsel (Kosovo: 34 %, Mazedonien: 13 %, Griechenland: 10 %, Montenegro: 7 %), 7 % der Touristen aus Italien sowie jeweils 2 % aus dem Vereinigten Königreich, Deutschland, Polen und den USA. Die Zahl der Touristen aus Deutschland und der Schweiz ist von 2016 auf 2017 um 50 % auf 122.000 respektive 55.000 Personen angestiegen.
In Albanien ist mindestens einer von sechs Arbeitnehmern respektive je nach Quelle 17 bis 24 Prozent aller Arbeitnehmer – total rund 100.000 Personen direkt und 300.000 Personen indirekt – im Bereich Transport und Tourismus tätig. In einzelnen Regionen zählt der Tourismus schon jetzt zu den einzigen wichtigen Arbeitgebern neben der Landwirtschaft. Dies betrifft Badeorte an der Küste und Dörfer in den Bergen: Regionen, die insbesondere in den 1990er Jahren unter starker Abwanderung litten. So rechnete man beispielsweise für das kleine Bergdorf Theth, das fast alle seine Einwohner verloren hatte, für 2009 bei 7500 Gästen mit Einnahmen von € 150.000 aus dem Fremdenverkehr. Mit Unterstützung der Deutschen Gesellschaft für Technische Zusammenarbeit konnten hier viele Bewohner in ihren Häusern Privatunterkünfte einrichteten, zudem wurden Wanderwege markiert. Investiert werden müsste auch noch in die Ausbildung der Personen, die im Tourismussektor arbeiten.
Der wichtige Wirtschaftszweig Tourismus wird auch durch die Regierung verstärkt gefördert. Infrastrukturprojekte wie der Neubau des Flughafenterminals in Tirana, die neuen Flughäfen in Kukës und Vlora, der Ausbau des Straßennetzes und der Häfen werden vorangetrieben. Verbesserte Straßen erschließen auch vormals sehr abgelegene Regionen wie zum Beispiel die Albanischen Alpen. Steuerliche Anreize gibt es auch für Investoren im Tourismusbereich. Kritisiert wird, dass viele Bauprojekte ohne Rücksicht auf Bestimmungen des Naturschutzes umgesetzt werden.
Mit dem Projekt „Smile Albania“ sollte ab 2018 die Information für Touristen verbessert und Arbeit für junge Menschen geschaffen werden. Anfang 2018 hatte die albanische Regierung ein vierjähriges Programm angekündigt zur Förderung von 100 Dörfern. Neben der Infrastruktur soll dadurch vor allem auch der Tourismus im ländlichen Raum (Agrotourismus) gefördert werden, womit die Wirtschaft auch außerhalb der großen Städte und Touristenzentren gestärkt werden soll.
| Qark Berat (6) Qafë Dardha, Roshnik, Malas Breg, Kozarja, Blezëncka, Kapinova                                                                          | Qark Dibra (5) Rabdisht, Radomira (Korab), Bushkash, Zerqan, Gur i Bardhë | Qark Durrës (6) Rada, Shetaj (Kap Rodon), Shënavlash, Gjepalaj/Maminas, Metallaj, Halilaj (Zgërdhesh) | Qark Elbasan (9) Gjinar, Shushica, Shtërmenj, Seferan (Dumreja), Sotira, Pajova, Stëbleva, Dardha, Rrajca/Skënderbej | Qark Fier (9) Pojan (Apollonia), Libofsha, Cakran, Siqeca, Luar, Ardenica (Kloster Ardenica), Krutja, Goriçaj, Hekal (Byllis) | Qark Gjirokastra (13) Dhoksat, Zhulat, Antigonea (Antigoneia), Lazarat, Labova e Sipërme, Nepravishta (Melan-Tekke), Nivica (Kurvelesh), Peshtan, Kalivaç, Kosina, Leusa, Malëshova, Sotira |
| Qark Korça (12) Drenova/Boboshtica, Voskopoja, Dardha, Zvirina, Rehova, Borova, Lin, Tushemisht, Gurras, Arrëz, Nikolica, Zaroshka (Kleiner Prespasee) | Qark Kukës (4) Shishtavec, Shtiqen, Cahan, Valbona                        | Qark Lezha (5) Fishta, Ishull-Lezha, Skuraj, Katund i Vjetër, Orosh                                   | Qark Shkodra (9) Drisht, Zogaj, Theth, Mjeda, Kukël, Qelëz, Kryezi, Razma/Vrith, Lëpusha (Qafa e Bordolecit)         | Qark Tirana (10) Shëngjergj, Shesh, Peza, Pëllumbas, Laknas, Preza, Marikaj, Karpen, Vilë Bashtova (Festung Bashtova), German | Qark Vlora (12) Kanina, Tragjas, Zvërnec, Dhërmi/Vuno, Kuç, Lukova, Mesopotam, Plloça (Amantia), Drashovica, Çuka, Mursia, Rusan (Gjin-Aleksi-Moschee)                                      |